# Livre-jeu
Les livres-jeux (en anglais : gamebook), souvent désignés en France et au Canada par l'expression livres dont vous êtes le héros,, sont un genre de romans ayant pour caractéristique d'être interactifs, le déroulement de l'histoire dépendant des choix du lecteur.
Ce genre, né dans les années 1960-1970, devient célèbre en 1982 avec le livre Le Sorcier de la Montagne de feu. Le genre connaît son heure de gloire dans les années 1980 et au début des années 1990 avant de sombrer dans l'oubli, les éditeurs abandonnant la réédition de ces livres dont le succès n'est plus au rendez-vous, du fait de la concurrence des jeux vidéo.
Un léger renouveau se fait sentir à partir de 2003, lorsque l'éditeur anglais Wizard Books réédite les livres les plus connus de la série Défis fantastiques, suivi en 2007 par Gallimard en français. Dans les années 2010, des éditeurs de littérature jeunesse « classique » éditent des livres-jeux en extension de leurs collections habituelles, ce qui tendrait à banaliser ce genre littéraire.
Les livres-jeux ont amené de nombreux lecteurs vers le jeu de rôle « papier », et certains ont même été déclinés sur ce support : c'est le cas des séries telles que Défis fantastiques, Loup Solitaire ou Fabled Lands.
Les livres-jeux ont influencé le genre de la fiction hypertexte (en).

## Dénomination
Le terme « livre-jeu » est la traduction littérale du terme anglais gamebook. Toutefois, ce terme est ambigu car il peut aussi renvoyer à des livres de jeux (des livres contenant des jeux comme des énigmes et des labyrinthes), ou bien à des livres-jouets (typiquement destinés à la petite enfance). Matthieu Freyheit distingue bien de ce fait les livres-jeux, destinés à la petite enfance, des livres dont vous êtes le héros, qui sont des livres « pour adultes » en termes de format et de taille de police d'écriture.
Le terme le plus connu en France est « livre dont vous êtes le héros » et de son abréviation « LDVELH » ou « LDVH », mais il s'agit du nom d'une collection de l'éditeur Gallimard Jeunesse (à l'époque Folio Junior), marque protégée.
Des passionnés ont proposé le terme « littérature interactive » (à ne pas confondre avec la fiction interactive), et son abréviation « littéraction ».

## Mécanismes de jeu

### Enchaînement des paragraphes

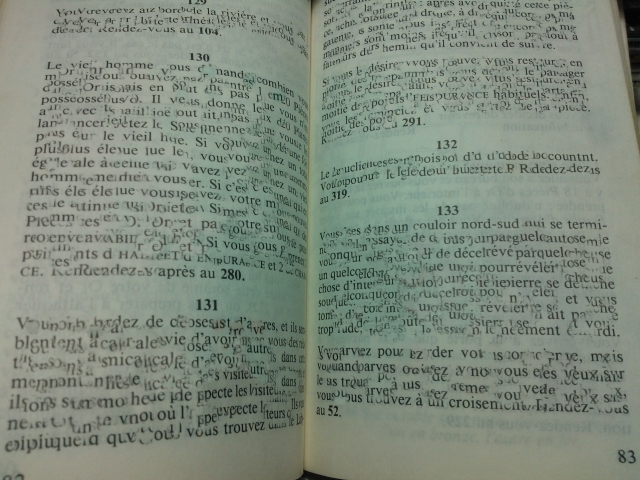
Illustration du principe (montage).

Les livres-jeux sont des livres dont les paragraphes sont numérotés. À la fin de la lecture d'un paragraphe, le lecteur a le choix entre plusieurs possibilités, représentant les actions du personnage qu'il incarne. Ces possibilités renvoient à d'autres paragraphes, qui développent les conséquences des choix du lecteur. Les paragraphes ne sont donc pas lus dans l'ordre des numéros, et chaque lecteur ne lira pas les mêmes paragraphes, puisqu'il ne fera pas les mêmes choix. On peut à ce titre distinguer deux grandes familles de livres-jeux :
- les livres « divergents » : chaque choix modifie le cours de l'histoire et mène vers une fin différente ; c'est le cas des livres des collections Choose Your Own Adventure et Le Challenge des étoiles ;
- les livres « à objectif » : le personnage principal a un objectif, une mission, et les différents cheminements reviennent vers cet objectif ; il y a en général une « grande fin » qui correspond à l'accomplissement de la mission ; c'est le cas de la plupart des livres-jeux.

On peut représenter l'enchaînement possible des paragraphes sous la forme d'un graphe. Dans le cas des livres « divergents », le graphe ressemble à un arbre.

« [Parmi les livres-jeux que j'ai écrit, mon préféré est Le Chasseur de Mages.] Il représente une première application de ma théorie que la clé des livres-jeux n'est pas les chemins divergents, mais les chemins convergents. Par cela, j'entends qu'un paragraphe auquel on peut accéder par plus d'un paragraphe peut avoir des sens totalement différents selon ce qui s'est passé auparavant. [...] Lorsque j'ai vraiment relu Le Chasseur de Mages après l'avoir écrit, j'ai découvert des histoires et des intrigues que je n'avais pas écrites de façon consciente : elles sont juste nées de la façon dont j'ai essayé d'écrire le livre. Il existe un concept littéraire des lacunae : ce sont les trous dans la narration que le lecteur remplit lui-même. Ils sont importants dans les livres-jeux, et je pensais qu'en travaillant là-dessus, et en faisant attention à la façon dont j'écrivais les paragraphes avec plusieurs chemins y menant, je pourrais produire un livre qui serait plus réactif à l'imagination du lecteur. [...] »

— Paul Mason, Entretien sur le site de La Bibliothèque des aventuriers.
Beaucoup de livres-jeux s'en tiennent à un enchaînement de paragraphes, et ne nécessitent rien d'autre que le livre lui-même. Mais d'autres, dont certains qui comptent parmi les plus célèbres, contiennent un système de règles, qui repose généralement sur des épreuves de hasard nécessitant l'usage de deux dés à six faces (Défis fantastiques) ou, plus rarement, d'une table reproduisant un dé à dix faces (Loup Solitaire). Le lecteur doit déterminer les caractéristiques de son avatar, qui peuvent être plus ou moins nombreuses (jusqu'à dix dans la série Loup* Ardent) ; elles servent à déterminer ses chances de réussir des épreuves données, dont l'exemple le plus emblématique est le combat contre un ou plusieurs adversaires, disposant eux-mêmes de caractéristiques chiffrées. Le lecteur doit garder trace de ses totaux et de son équipement en les notant dans des pages prévues à cet effet au début du livre et appelées généralement « feuille d'aventure » (adventure sheet).
Ainsi, dans certains ouvrages, c'est parfois le hasard qui décide du prochain paragraphe à consulter — ou de la fin de l'histoire.

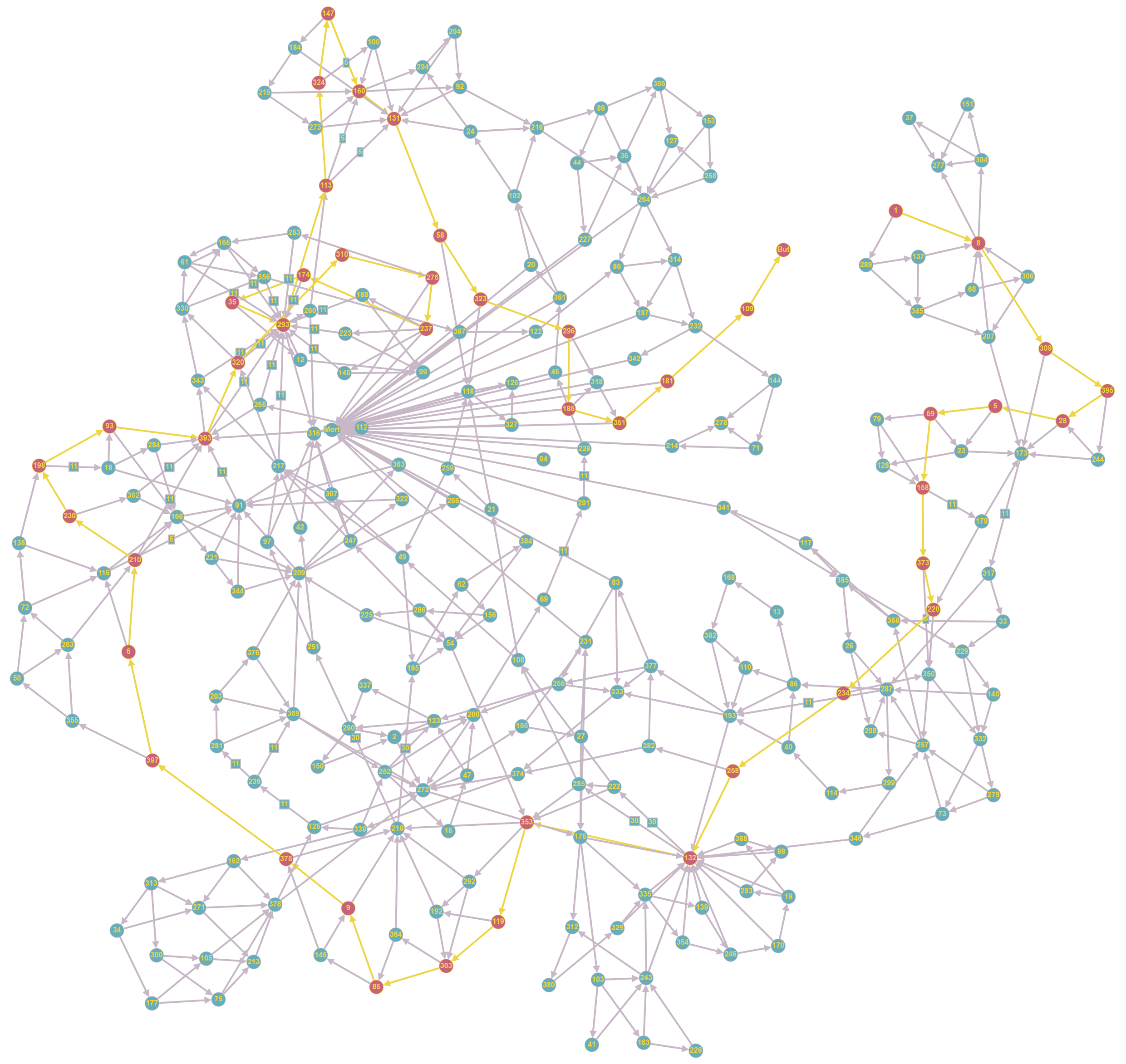
Graphe simplifié des paragraphes du Manoir de l'Enfer de Steve Jackson.
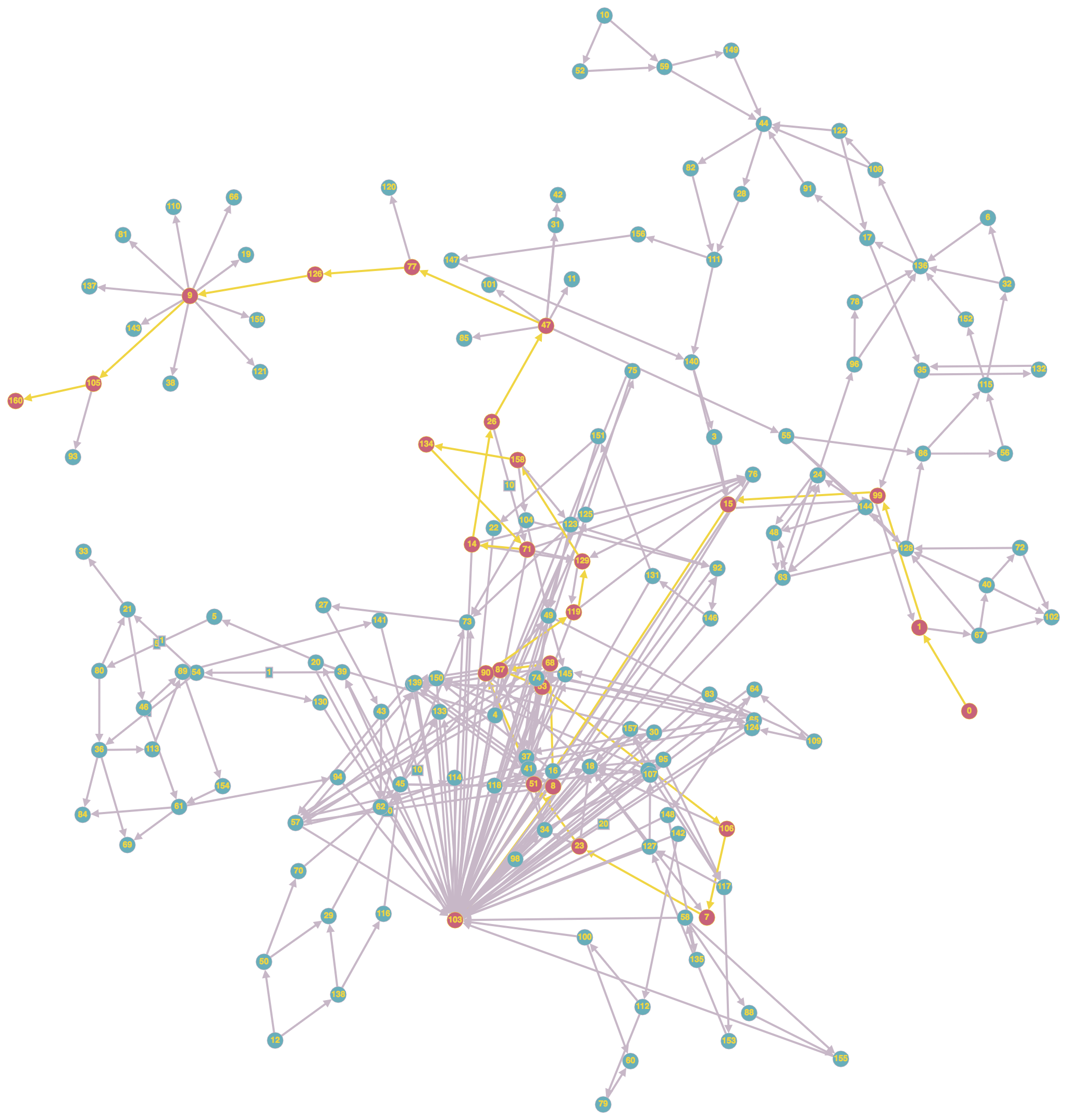
Graphe des paragraphes du Trésor des pharaons de Herbie Brennan.

### Le courage, la chance et la destinée
« — Vous êtes mon épée ? murmure-t-il. »

« — Vous m'avez conquise par votre courage, par votre chance, par votre destinée, dit la voix. »

J. H. Brennan, La Horde des démons, Folio Junior, 1984, §31.
Cet échange résume à lui seul les trois composantes du livre-jeu :
- le courage, ce sont les décisions prises par le lecteur, sa part de liberté ;
- la chance, c'est le hasard introduit par l'inconnu — le lecteur-joueur prend des décisions sans savoir ce qui va se passer (information incomplète) —, et l'usage des dés, qui n'est pas systématique : certains livres-jeux ne font intervenir que les choix du lecteur ;
- la destinée, c'est le texte : les différents embranchements de l'histoire sont déjà écrits par l'auteur du livre.

« Les livres-jeux font partie de la culture populaire, sans aucune prétention artistique, et je trouve pourtant que certains aspects dans la façon dont ils construisent une narration très excitants et stimulants. J'aime en particulier la façon dont ils disent clairement que le lecteur participe à la création d'une histoire. C'est vrai pour toutes les histoires, mais c'est généralement dissimulé par le culte de l'auteur. D'un autre côté, les livres-jeux rendent plus évidente l'importance de la contribution créative du lecteur. »

— Interview de Paul Mason sur le site de La Bibliothèque des aventuriers.

### Classement des livres-jeux
Plusieurs critères permettent de classer les livres-jeux :
- leur linéarité, qui correspond à la variété des chemins proposés ; plus un livre est linéaire, plus sa structure se rapproche de celle d'un livre normal : le lecteur n'a que peu de choix, et ils influent peu sur la direction prise par l'aventure ; à l'opposé, un récit non linéaire offre beaucoup de chemins variables, ce qui rend chaque relecture différente ;
- leur difficulté, qui peut être de deux natures : elle peut simplement dépendre du hasard, par exemple lorsque le livre demande fréquemment de jeter les dés, avec la réussite ou la défaite à la clef ; d'un autre côté, certains livres ont été délibérément conçus par leurs auteurs comme des casse-têtes, avec un unique enchaînement de paragraphes menant à la victoire ; leur structure est complexe, et ils incluent souvent divers mécanismes destinés à éviter la triche (codes secrets, nombres à ajouter ou à retrancher aux numéros des paragraphes pour utiliser un objet, etc.) ; on parle alors souvent de one-true-path, littéralement « un seul bon chemin ».
- la qualité de l'écriture et du scénario, qui peuvent rendre le livre plus intéressant que le jeu.

Concernant la structure des paragraphes, on distingue les livres essentiellement divergent des livres possédant de nombreuses convergences. Pour Solinski, c'est la convergence qui constitue le caractère ludique essentiel : le fait d'avoir un but, une quête, transforme le livre en énigme à résoudre pour atteindre le paragraphe ultime (la convergence) alors qu'un récit purement divergent propose juste plusieurs histoires possibles.
Par rapport à la théorie LNS, on peut classer les livres-jeu selon les trois axes ludique (L), narratif (N) et simulationniste (S). Certains livres-jeux représentent peu de défis aux joueurs et se rapprochent plus de romans à plusieurs embranchements possibles ; ils sont « plus livres que jeux », la composante ludique est faible. D'autres livres-jeux sont au contraire plus axés sur les défis aux joueurs : énigmes, choix stratégiques… ils sont « plus jeux que livres », la composante ludique est prépondérante.
La composante narrative, au sens de la théorie LNS, concerne l'implication morale et émotionnelle du lecteur-joueur ou de la lectrice-joueuse. Dans de nombreux livres-jeux, le personnage principal est héroïque et n'est pas soumis à des dilemmes moraux. Il agit « pour le bien » (sauver le monde, aider la veuve et l'orphelin) mais dans certains cas il use de la force brutale, semant son chemin de morts. La composante narrative est donc en général faible.
Dans la plupart des livres-jeux, le personnage principal — le héros — a donc un but : réaliser une mission, une quête, découvrir son passé… Et la plupart ont une seule fin « satisfaisante », le personnage atteignant ce but. Certains livres sortent de cette dualité réussite/échec et ont plusieurs fins « réelles », comme Les Démons des profondeurs. D'autres présentent un monde ouvert dans lequel le personnage se promène à sa guise, comme Le Prisonnier, la série Fabled Lands ou plus récemment DestinyQuest. En s'attachant à « faire vivre un monde », ils ont une composante simulationniste non négligeable.

## Historique

### Origines de la littérature interactive
Sur la forme, le fait de générer un texte à partir d'éléments (paragraphes, mots…) est très ancien, que ce soit dans des processus de divination, des jeux ou des stimulations de la créativité.
En 1891, Marie Corelli crée un petit dispositif à deux fins, un court texte avec deux possibilité de fin (climax I, climax II) auxquelles on accède en ouvrant un carton. En 1930, Doris Webster et Mary Alden Hopkins écrivent un livre à choix multiple intitulé Consider the Consequences,.
Cet ouvrage est déjà présenté comme un jeu :

« Life is not a continuous line from the cradle to the grave. Rather, it is many short lines, each ending in a choice, like a bunch of seaweed or a genealogical table. […]
You decide the course of action of first Helen, then Jed, then Saunders, at each crisis in their lives. […]
This game may be played as solitaire, a courting-game, or a party stunt. »

— Doris Webster et Mary Alden Hopkins, Consider the Consequences
L'idée du livre à plusieurs lectures a été mentionnée par Jorge Luis Borges en 1941 dans ses nouvelles « Le Jardin aux sentiers qui bifurquent » et « Examen de l'œuvre d'Herbert Quain » du recueil Fictions. Dans « Le Jardin aux sentiers qui bifurquent » figure un livre-labyrinthe (fictif), qui n'a pas de sens si on lit les paragraphe dans l'ordre ; c'est au lecteur de trouver l'ordre de lecture correct. Dans « Examen de l'œuvre d'Herbert Quain », Borges fait la critique de livres d'un auteur fictif, Herbert Quain ; l'un de ces livres fictifs, April March, possède neuf débuts différents.
À partir de 1958, l'éditeur Doubleday publie des ouvrages didactiques dont la lecture se fait dans un ordre déterminé par le lecteur : en fonction de la réponse à des questions, le lecteur ou la lectrice est orienté vers un paragraphe corrigeant ses erreurs ou bien consolidant sa compréhension.
En France, Raymond Queneau applique ce principe dans Un conte à votre façon, écrit en 1967,. Ce texte est, comme l'indique son titre, un conte impliquant trois petits pois. Il est très bref : les « paragraphes » ne font que quelques lignes et ne sont qu'au nombre de vingt-et-un.
Mais dans les exemples précédents, à l'exception de Webster et Hopkins, il ne s'agit pas à proprement parler de jeux mais plutôt d'essais littéraires. Même dans le cas de Webster et Hopkins, si les autrices revendiquent qu'il s'agit d'un jeu, la composante ludique n'est pas flagrante : on va « jouer » à « explorer » les différentes possibilités du récit mais c'est au fond comme lire plusieurs nouvelles ayant des portions de texte en commun.
Dans le monde anglo-saxon, le concepteur des premiers véritables livres-jeux est Edward Packard (en), un diplômé de Princeton qui déclare avoir eu l'idée de livres écrits à la seconde personne en cherchant des histoires à raconter à ses enfants lorsqu'il était l'heure pour eux d'aller au lit. En 1969, il écrit un premier livre interactif, Sugarcane Island, qui subit plusieurs refus de divers éditeurs avant d'être édité en 1976 par Vermont Crossroads Press, qui en fait le premier titre de la série The Adventures of You. R. A. Montgomery (en), le cofondateur de VCP, écrit un second tome, Journey Under the Sea, en 1977, puis vend ses parts dans la compagnie un an plus tard et passe chez Bantam Books, où il retrouve Packard, qui a publié deux autres livres chez Lippincott sans rencontrer le succès. Montgomery signe un contrat avec Bantam pour une série de six livres, intitulée Choose Your Own Adventure, dont le premier tome, Cave of Time, écrit par Packard, est publié en 1979. Ce sont les débuts d'une série à la longévité exceptionnelle : elle vivra près de vingt ans, et son dernier livre, paru en 1998, sera le 184e paru.
En 1975, William Crowther crée le jeu textuel Colossal Cave Adventure en s'inspirant du jeu de rôle sur table Donjons et Dragons. Bien que les décisions soient des mots interprétés par le programme, la structure de base est très similaire aux livres-jeux. Dans le cas présent, il y a un but à atteindre et les différentes lectures sont comme des essais-erreurs pour résoudre une énigme : comment arriver à la fin. Il y a donc là une composante ludique importante.
En 1976, de manière indépendante des créations susmentionnées, Rick Loomis (en), aux États-Unis, écrivit et publia la première aventure en solitaire pour Tunnels et Trolls, le jeu de rôle de Ken St. Andre. Ce « solo », intitulé Buffalo Castle (Château Bison) comporte une introduction qui attribue la paternité de l'idée à Steve McAllister, l'un des membres de l'équipe éditoriale de T&T et du cercle d'amis joueurs de Ken St. Andre. Ce dernier en explicite la genèse dans un entretien donné en 2020 :

« Mon ami Steve McAllister travaillait chez Boeing à la maintenance des avions. Dans son travail, il utilisait des manuels programmés comportant des relations logiques de type « si/alors ». Si X ne marchait pas, il fallait faire Y pour remédier au problème. Il nous a donné l'idée (à Liz Danforth, Bear Peters, Rick Loomis et moi-même) lors d'un salon local de science fiction. On a tous pensé que c'était une super idée, mais Rick, lui, en a fait quelque chose de concret. Le week-end d'après, il est rentré chez lui et s'est mis à écrire Buffalo Castle, la première aventure en solitaire, le premier livre-jeu avant les aventures dont vous êtes le héros, Loup Solitaire, Défis fantastiques et compagnie. »

Ce « solo », dans lequel le joueur est confronté à des situations qui l'amènent à faire des choix qui le renvoient d'un paragraphe à l'autre, a été le premier d'une longue série, étant toutefois précisé que l'optique de ces livres est quelque peu différente de celle des livres-jeux des années 1980, plus littéraires et immersifs. Pour l'éditeur de T&T, Flying Buffalo, il s'agissait de donner aux fans de Tunnels & Trolls la possibilité de jouer entre deux parties avec les copains, comme l'explique Grimtooth, l'éditeur associatif français de Tunnels & Trolls. D'ailleurs, interrogé par Nicolai Bonczyk (Mantikore-Verlag) Joe Dever, le créateur de la série Loup Solitaire, raconte :

« C’est avec Tunnels & Trolls que j’ai découvert les livres-jeux. Certes, je n’ai pas vraiment été impressionné par les solos de T&T, surtout en raison du style peu littéraire dans lequel ils étaient écrits, mais les règles de T&T étaient pas mal, et le jeu lui-même reposait sur un concept de base puissant. »

Par ailleurs, Simon & Schuster lancent la série Which Way Books en janvier 1982, avec The Castle of No Return. En juin de cette même année, l'éditeur de jeux de rôle TSR publie Dungeon of Dread (Le donjon de l'effroi), premier tome de la série Endless Quest qui sera ensuite éditée en français dans la collection Les Quêtes sans fin de Donjons et Dragons.
Si l'on regarde les livres-jeux ayant eu le plus de succès dans le monde francophone dans les années 1980, les auteurs sont clairement initialement des joueurs de jeu de rôle : les deux Steve Jackson, Ian Livingstone, Mark Smith, Jamie Thomson, Dave Morris, Keith Martin/Carl Sargent, Paul Mason, Pierre Rosenthal, Pierre Lejoyeux, Fabrice Cayla, Jean-Luc Bizien… Ce n'est toutefois pas systématique, citons par exemple Doug Headline. Si maintenant les auteurs sont d'origines très diverses, la première grande vague est clairement liée aux jeux de rôle. Le cas est différent dans le monde anglophone avec la série Choose Your Own Adventure.
Matthieu Freyheit identifie deux sources aux livres-jeux :
- les œuvres introduisant la notion de bifurcation dans l'histoire, qui ont été évoquées ci-dessus ;
- les œuvres qui introduisent le fait de « vivre l'aventure », comme y invite le titre de collection Choose Your Own Adventure (« choisis ta propre aventure »).

Pour ce second point, il mentionne Le Club des métiers bizarres de Gilbert Keith Chesterton (1905).

### Succès

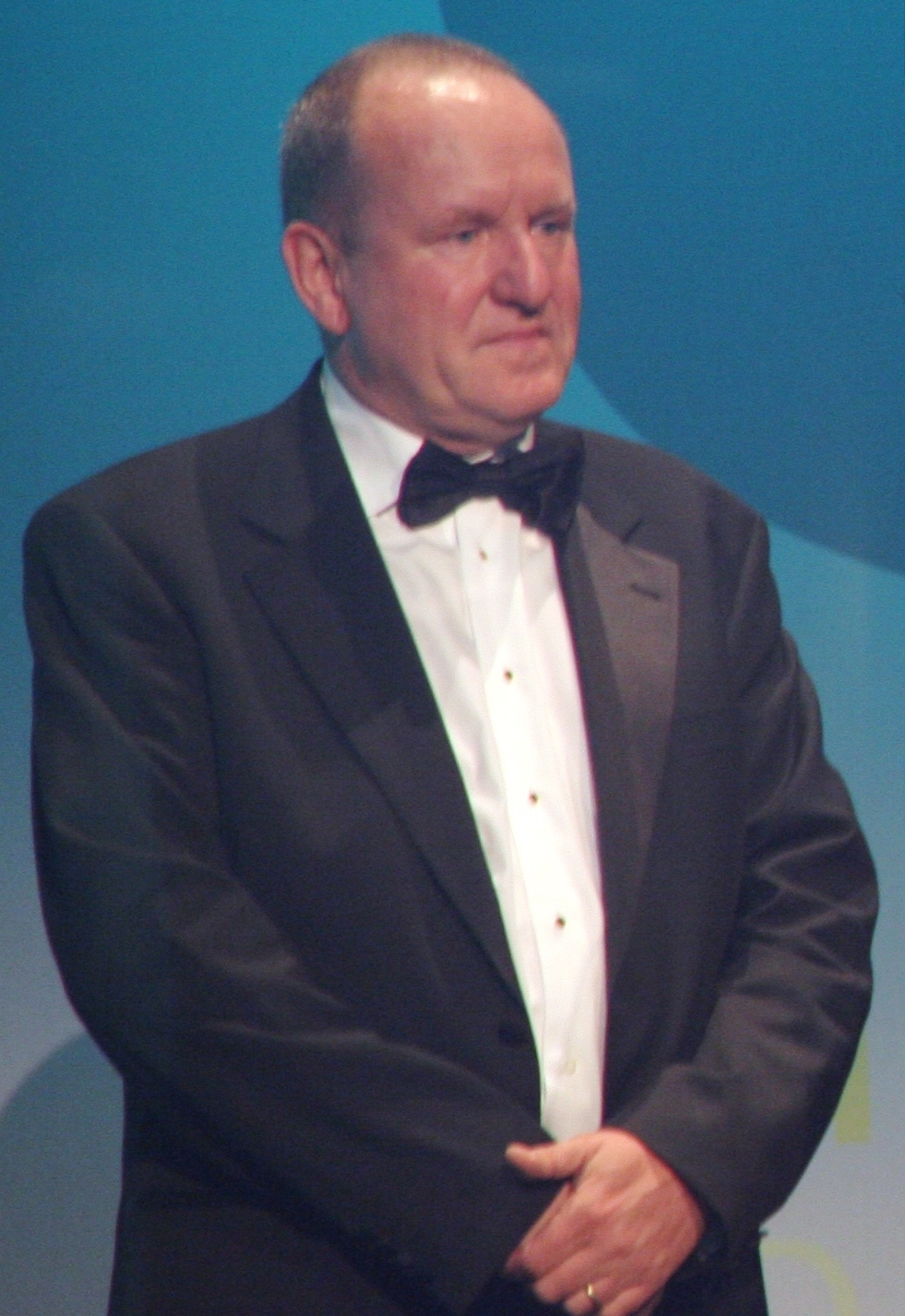
Ian Livingstone en 2006.

Néanmoins, le livre-jeu de l'année 1982 est britannique : Le Sorcier de la montagne de Feu (The Warlock of Firetop Mountain), de Steve Jackson et Ian Livingstone, paraît chez Puffin Books (en) en août. Il marque une nette avancée du genre : outre le fait qu'il ait été écrit à quatre mains, il est d'une ampleur inégalée jusqu'ici, puisqu'il totalise 400 paragraphes. Il introduit en outre, chose entièrement nouvelle, un système de règles de jeu, avec trois caractéristiques à déterminer grâce à des dés par le joueur : son habileté, son endurance et sa chance. Cependant, son scénario reste conventionnel, puisqu'il s'agit d'un simple porte-monstre-trésor, visiblement inspiré de Donjons et Dragons, dans lequel le héros cherche à s'emparer du trésor d'un magicien caché au fin fond d'un labyrinthe souterrain.
Ce livre atteint des records de vente et lance une véritable mode du livre-jeu. La série Défis fantastiques (Fighting Fantasy), dont il est le premier tome, est probablement la plus fameuse de toutes, en particulier les premiers livres, comme Le Labyrinthe de la Mort de Ian Livingstone ou Le Manoir de l'Enfer de Steve Jackson. Au commencement, série un peu fourre-tout, elle acquiert au fil des tomes, grâce au travail de l'éditeur Marc Gascoigne (en), une continuité relative, la plupart des livres se déroulant sur le monde imaginaire de Titan. Elle engendre plusieurs produits dérivés, dont un jeu de rôle (Fighting Fantasy, puis Advanced Fighting Fantasy), un magazine, Warlock, qui connaît treize numéros avant de s'arrêter, et plusieurs séries dérivées. La plus célèbre de celles-ci est Sorcellerie !, une série de quatre livres écrits par Steve Jackson, qui innove en proposant au lecteur un système de sortilèges à retenir. Les quatre livres ne constituent qu'une seule grande histoire, et Jackson dépasse allègrement les 400 paragraphes des Défis fantastiques : le quatrième et dernier tome, La Couronne des Rois, n'en compte pas moins du double.
Un grand nombre d'autres séries éclot au début des années 1980. En 1984, Joe Dever publie le premier tome de la série Loup Solitaire, qui se démarque des Défis fantastiques par la profondeur de sa toile de fond, l'univers du Magnamund, ainsi que par la continuité de ses livres : s'ils peuvent être lus indépendamment les uns des autres, ensemble, ils constituent l'histoire du dernier des Maîtres Kaï, Loup Solitaire. Les règles sont également caractéristiques, notamment par le choix offert dans une batterie de compétences, les Disciplines Kaï, que le lecteur doit choisir avec discernement pour faciliter son aventure. La fidélité des lecteurs est récompensée par une progression dans les rangs Kaï, qui se traduit par la possibilité de sélectionner une Discipline supplémentaire pour chaque livre déjà lu dans la série et l'opportunité de conserver les objets obtenus dans les tomes précédents.

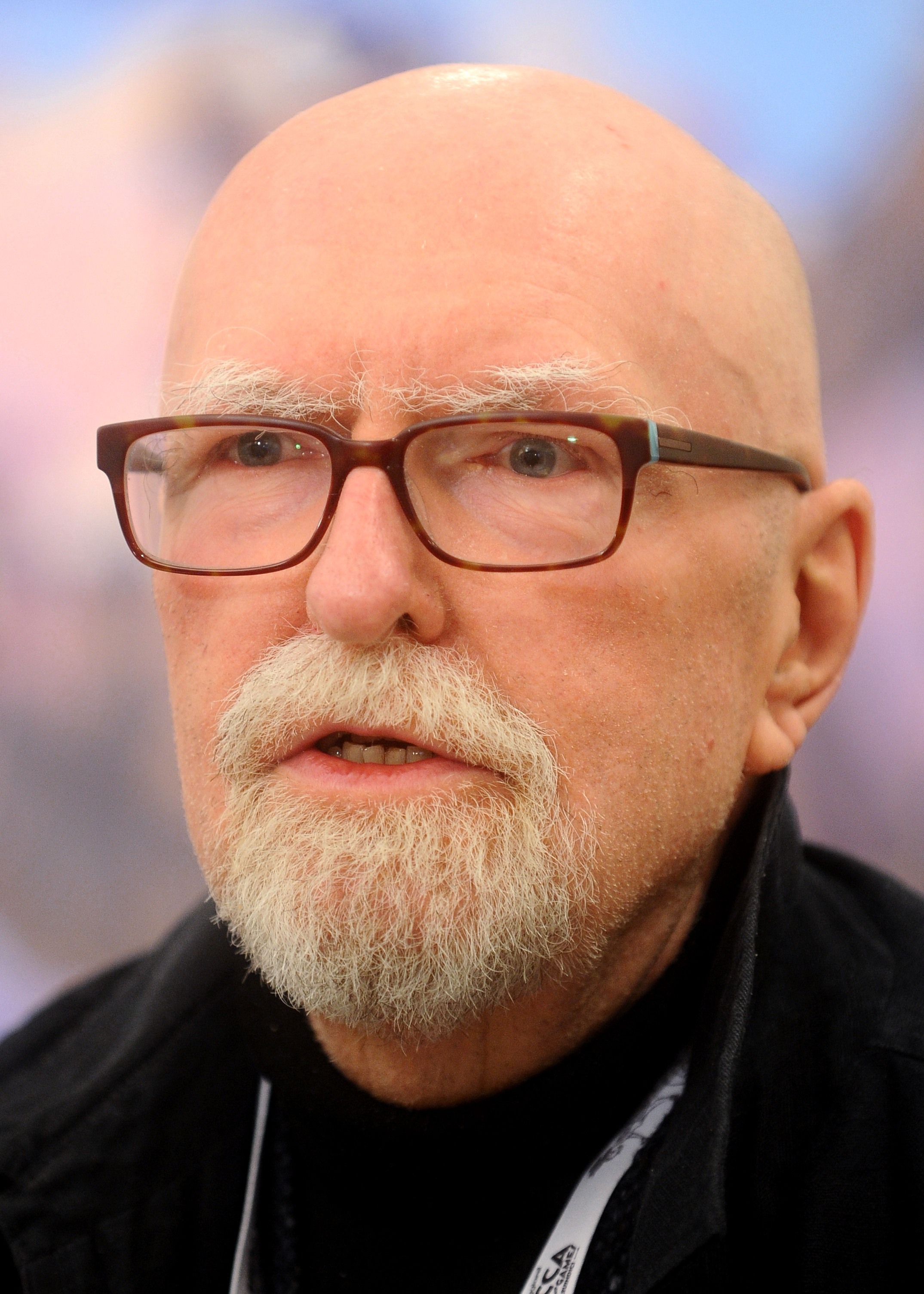
James H. Brennan en 2015.

Cette même année 1984, un auteur irlandais, James H. Brennan, lance deux séries au caractère marqué. La première, Quête du Graal (Grailquest), est un détournement parodique des aventures des chevaliers de la Table Ronde, dépeints comme des incapables notoires, tandis que Merlin apparaît comme un vieillard à moitié fou, irascible et incapable de lancer un sort correctement. La deuxième, Loup* Ardent (Demonspawn), est décrite par son auteur comme une tentative d'écrire des livres-jeux pour adultes, avec des règles plus complexes et une ambiance générale plus sombre et torturée, touchant parfois à l'érotisme, visiblement influencée par le cycle d'Elric de Michael Moorcock.
Si la grande majorité des livres-jeux qui paraissent alors restent dans le domaine de la fantasy, quelques-uns abordent d'autres domaines, comme la science-fiction, présente dans quelques Défis fantastiques, mais surtout dans la série Falcon de Mark Smith (en) et Jamie Thomson (en), où le héros est une sorte de policier du temps. Les mêmes auteurs abordent un univers plus oriental dans la série La Voie du tigre (Way of the Tiger), où le lecteur incarne un ninja. L'histoire est abordée dans la série du même nom, par Simon Farell et Jon Sutherland, et la mythologie grecque sert de trame aux trois tomes des Chroniques crétoises (Cretan Chronicles). Le policier sert de base à plusieurs séries, et en particulier le détective Sherlock Holmes, puisque deux séries se réclamant de son nom apparaissent, toutes deux prenant place à l'époque victorienne (Sherlock Holmes et Super Sherlock).
En France, la plupart des livres-jeux qui paraissent, notamment dans l'emblématique collection « Un livre dont vous êtes le héros » de Gallimard (Folio Junior), sont des traductions d'ouvrages anglais. Quelques auteurs français s'essayent néanmoins au genre, notamment Gildas Sagot, avec deux séries (Défis et Sortilèges et Métamorphoses) publiées chez Gallimard, et Doug Headline, auteur de nombreuses séries inachevées chez Hachette (La Saga du prêtre Jean, Superpouvoirs) ou Le Livre de poche (La Loi du sabre, Le Prisonnier).

### Déclin
Le genre marque le pas à partir des années 1990 : les livres-jeux se vendent de moins en moins bien, et de nombreuses séries historiques s'arrêtent : les Défis fantastiques connaissent un sursis grâce au succès inattendu du no 50, Retour à la Montagne de Feu (Ian Livingstone, 1992), suite du Sorcier de la Montagne de Feu qui aurait dû conclure la série. Le sursis est néanmoins de courte durée : seulement neuf livres paraissent encore avant l'arrêt de la série, en 1995. La série Loup Solitaire semble s'achever en 1998 avec son vingt-huitième livre, La Cité de l'Empereur, l'éditeur Red Fox refusant de poursuivre sa collaboration avec Joe Dever, qui prévoyait quatre livres supplémentaires pour conclure sa série.
Du côté français, l'arrêt des livres-jeux se fait beaucoup plus tôt chez Hachette, qui arrête toutes ses séries entre 1987 et 1988, selon les vœux de la nouvelle direction du groupe. Gallimard continue à publier des livres-jeux inédits jusqu'en 1997, puis en réédite une certaine quantité avec une nouvelle présentation, semble-t-il destinée à attirer les lecteurs les plus jeunes. Cette nouvelle édition est régulièrement réimprimée, du moins en ce qui concerne les livres les plus célèbres. Les autres deviennent des raretés ardemment recherchées par les collectionneurs, et atteignent souvent des prix très élevés sur les sites de vente en ligne comme eBay.

### Amorce d'un renouveau

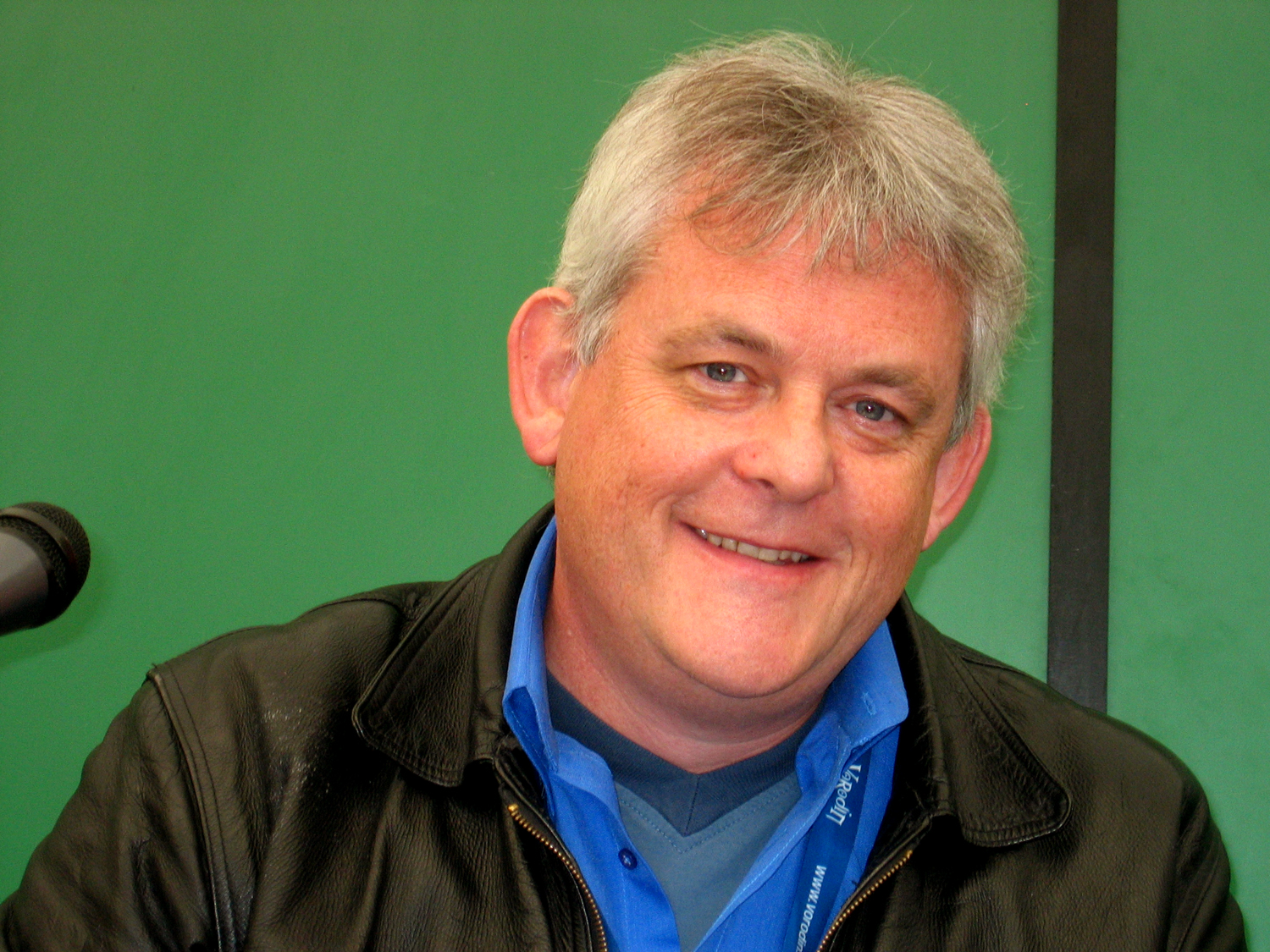
Joe Dever en 2008.

Si le livre-jeu n'a jamais été tout à fait abandonné par les éditeurs, puisque des ouvrages, en très grande partie éducatifs, continuent de paraître dans les années 1990 et 2000, il semble toutefois connaître un second souffle au début des années 2000.
En 1999, Joe Dever offre aux fans l'autorisation de publier en ligne ses livres (les séries emblématiques Loup Solitaire et Astre d'Or ainsi que leurs produits dérivés, et les séries moins connues Freeway Warrior et Combat Heroes), donnant naissance au site « Project Aon ». Quatre ans plus tard, en 2003, l'éditeur Mongoose Publishing lance le jeu de rôle Lone Wolf. Fin 2006, Mongoose a annoncé la réédition des livres-jeux de la série Loup Solitaire, avec divers bonus : par exemple, le tome 1 bénéficierait de 200 paragraphes supplémentaires écrits par Joe Dever lui-même. Devant le regain d'intérêt, Joe Dever publie le 29e tome de la série en 2016, soit dix-sept ans après le tome 28. La série est maintenant continuée par son fils Ben Devere et un auteur français de l'association Scriptarium, Vincent Lazzari.
En 2003, la série-phare Défis fantastiques commence à être rééditée par Wizard Books (le secteur jeunesse d'Icon Books), qui publie également trois livres inédits : Eye of the Dragon (L'Œil d'émeraude) de Ian Livingstone, ainsi que Bloodbones (Le Pirate de l'Au-delà) et Howl of the Werewolf (La Nuit du loup-garou) de Jonathan Green (en). Le Pirate de l'au-delà était prévu depuis 1995 mais n'avait pu paraître alors et avait depuis soulevé nombre d'interrogations et de rumeurs chez les lecteurs. Une quatrième nouveauté, Stormslayer (Le Maître des tempêtes), sort en septembre 2009, suivie en 2010 par Night of the Necromancer (La Nuit du Nécromancien), tous deux de Jonathan Green. Depuis 2012, Gallimard réédite un certain nombre de Défis fantastiques et de Loup Solitaire en partenariat avec deux associations, Le Grimoire et Scriptarium, et édite deux nouvelles traductions de Jonathan Green en grand format : Le Pirate de l'Au-delà et La Nuit du Nécromancien. L'édition anglaise des Fighting Fantasy est assurée depuis 2017 par un important éditeur de jeunesse, Scholastic, et Gallimard Jeunesse a lancé une nouvelle campagne de réédition dans la foulée, l'association Scriptarium assurant des relectures pour corriger les erreurs présentes dans les précédentes éditions et fournissant des textes présentant l'univers fictionnel en fin d'ouvrage.
Dans les années 2010, certains éditeurs proposent des livres-jeux dans des collections « classique », à destination d'un nouveau lectorat. On peut par exemple citer les Aventures sur mesure dans la collection Bibliothèque verte — avec des licences « grand public » comme Star Wars, Koh-Lanta, Beast Quest ou Fort Boyard — ou la collection Mission princesses ! chez Fleurus. Jérôme Attal a également écrit des romans interactifs à destination d'un public adulte, Pagaille monstre et Folie furieuse (2010 chez Stéphane Million éditeur, 2013 chez Pocket). Dans la même période, l'éditeur Makaka se lance dans l'édition de bandes dessinées interactives, pour des publics à la fois jeunes et matures, avec la collection la BD dont VOUS êtes le héros. Cet élargissement du lectorat marque une banalisation de ce genre romanesque.
L'utilisation des supports mobiles (smartphones et tablettes), avec des éditeurs comme TinManGames, permet la parution de nouveaux titres sans les contraintes liées à l'impression (essentiellement le coût d'impression et de distribution), et automatise la gestion de certains éléments comme la feuille du personnage. En France, les éditions Walrus, Readiktion et Adrénalivres produisent de nouveaux titres inédits, uniquement disponibles en numérique. Via fabula, publie également des livres-jeux en y ajoutant la géolocalisation (ainsi, l'histoire se déroule dans la ville du lecteur et s'adapte à la météo). Les coûts de développements restent néanmoins élevés au regard du nombre de lecteurs qui passent sur des versions mobiles.[réf. nécessaire]

### Ventes
Gallimard Jeunesse indique avoir vendu 14 millions d'exemplaires de la collection « Un livre dont vous êtes le héros » ; cette collection comprend plusieurs séries dont les « Défis fantastiques » et « Loup solitaire ».
De 1984 à 2016, la série « Loup Solitaire » s'est vendue à 12 millions d'exemplaires, tous tomes confondus (28 tomes parus en 2006), partout dans le monde.
De 1982 à 1994, la série « Défis fantastiques » s'est vendue à 14 millions d'exemplaires tous tomes confondus (56 volumes parus à cette date) partout dans le monde.

## Un genre littéraire
Lorsqu'un lecteur lit un livre-jeu en respectant la règle de « non-retour » — à partir d'un paragraphe, le paragraphe suivant est un des paragraphes indiqués dans le texte et l'on ne revient pas en arrière, alors le texte lu forme finalement un roman. Le livre-jeu est donc une forme de littérature écrite.
Selon la définition d'Espen J. Aarseth, c'est de la « littérature ergodique », puisqu'il faut faire un « travail » (en grec : ἔργον / ergon) pour suivre le « chemin » (en grec : ὁδός / odos) ; on ne se contente pas de lire les paragraphes les uns à la suite des autres, dans l'ordre.
Par ailleurs, c'est une littérature métafictionnelle, puisque :
- c'est un roman dans lequel le livre lui-même cherche l'interaction avec le lecteur ;
- c'est un roman non-linéaire, qui peut être lu autrement que du début à la fin.

Les livres sont également très proches dans leur principe de la littérature hypertextuelle.

## Critiques et polémiques
Matthieu Freyheit mentionne deux critiques au principe de la littérature interactive :
- dans L'Invention du quotidien (1980), Michel de Certeau indique que, le lecteur étant invité à manipuler le livre, le livre deviendrait ainsi un « piège » et empêcherait le lecteur de se détacher du texte ;
- pour Emmanuel Souchier, l'adhésion au principe du jeu entraînerait une adhésion au discours idéologique du texte, qui émousserait l'esprit critique.

Par ailleurs, comme tous les ouvrages destinés à la jeunesse et mettant en scène des aventures héroïques, le livre-jeu n'échappe pas à l'accusation d'incitation à des pratiques dangereuses. C'est ainsi que l'APEAS (Association de parents d'enfants accidentés par strangulation) a un temps accusé une description du livre L'Île du roi lézard d'avoir « incité » un enfant à s'étrangler.

## Jargon
Certains fans de cette littérature ont développé un jargon sur les forums dédiés :
- ACU : aventure à chemin unique, aventure ne pouvant être réussie que par un chemin ;
- LDVELH : sigle couramment utilisé pour designer les livres de la collection Un livre dont vous êtes le héros, des éditions Gallimard Jeunesse;
- mât : mort aléatoire, sans que le lecteur-joueur y puisse quelque chose ; le terme fait référence au mât du navire qui peut écraser Loup Solitaire dans La Traversée infernale ;
- OTP : one true path, voir ACU ;
- paragraphe 14 : mort du personnage ; dans la série Quête du Graal, lorsque le héros Pip meurt, le lecteur-joueur est invité à lire le paragraphe 14 (c'est le paragraphe 13 dans la série Loup* Ardent du même auteur) ;
- PFA : paragraphe de fin d'aventure ; désigne un échec autre qu'une mort au combat.

## Parutions

### Parutions en français
En français, la collection la plus active à la fin des années 1980 et au début des années 1990 était Un livre dont vous êtes le héros (éd. Folio Junior, Gallimard), avec plusieurs sous-collections. Depuis, divers auteurs ont repris la principe sous divers formats.
Les scénarios pour le jeu de rôle L'Œil noir ont également été publiés dans la collection Un livre dont vous êtes le héros, à côté d'aventures solo, des livres-jeux utilisant les règles du jeu de rôle. De la même façon, les livres de base du jeu de rôle Les Terres de légende sont parus dans cette collection, alors qu'il ne s'agit pas de livres-jeux.

## prix et récompenses
Le prix du Livre-Jeu récompense les meilleurs ouvrages édités dans l'année. Les résultats sont proclamés lors du Festival International des Jeux de Cannes qui se tient en février.
- 2021
  - lauréat de la catégorie livre-jeu jeunesse de l’année 2021 : Toutou détective de Christian Giove, dessins de Stefano Tartarotti, traduit par Mathilde Tajana (Ynnis Édition)
  - lauréat de la catégorie prix spécial du jury de l’année 2021 : L’Escape Game - Les Enfants de la Résistance de Mélanie Vives, Rémi Prieur, dessins de Benoît Ers (éd. Le Lombard)
  - lauréat de la catégorie livre-jeu adolescent/adulte de l’année 2021 : ex æquo, Sombres Ressacs de FibreTigre (éd. Elder Craft) et Complots sous la lune de Stéphane Beauverger, illustré par Michel Riu (éd. Posidonia)
- 2022
  - lauréat du prix du Livre-Jeu jeunesse de l'année 2022 : Chatons & Dragons - Les Fleurs-Fragons, de Jarvin et Ju (Makaka Éditions)
  - lauréat du prix du Livre-Jeu adolescent/adulte de l'année 2022 : Cyclades, d'Emmanuel Quaireau (éd. Alkonost)
  - lauréat du prix de la meilleure réédition d'un classique de l'année 2022 : Le Tyran du désert, de Joe Dever (éd. Gallimard Jeunesse)
  - lauréat du prix spécial du jury de l'année 2022 : la série jeunesse Les Enquêtes impossibles, de Bertrand Puard (éd. Albin Michel Jeunesse )
- 2023 :
  - lauréat du prix du Livre-Jeu jeunesse de l’année 2023 : Loups-garous de Thiercelieux - Enquête au village de Rémi Prieur, Mélanie Vives, Benjamin Bouwyn et de Maud Chalmel (éd. Mango)
  - lauréat du prix du Livre-Jeu adolescent/adulte de l’année 2023 : Alterférences de Frédéric Bouix, Pierre Sensfelder et Jérôme Wirth (éd. Alkonost)
  - lauréat du prix spécial du jury de l'année 2023 pour son innovation : Nolendim - Le Retour d'Askavre de Thomas Pégase et Nicolas Kfoury (éd. Heresium Games)
  - lauréat du prix de la meilleure réédition d'un classique de l'année 2023 et pour l'ensemble de leur œuvre : Le Pirate des Sept Mers de Dave Morris (éd Alkonost) et La Nuit du Nécromancien de Jonathan Green (éd. Gallimard jeunesse).

- 2024
  - lauréats du prix du Livre-jeu jeunesse de l’année 2024 : Ex-æquo Ollie Osselet et le manoir maudit de H. Lenoir (éd. Sarbacane) et Toutou détective 2 - Disparition au clair de lune de Stefano Tartarotti (Ynnis Éditions).
  - lauréat du prix du Livre-jeu adolescent/adulte de l’année 2024 : Reine de l'Ouest de H. Lenoir (éd. Sarbacane).
  - lauréat du prix spécial du jury de l'année 2024 : Notos, le marteau du soleil – Forge Divine de Dave Morris (éd. Alkonost)[46].

Le prix Yaztromo couronne les ouvrages numériques de littérature arborescente francophones créés dans l’année.

## Jeux dérivés
Plusieurs jeux vidéo sont issus des séries les plus vendues, en particulier Défis fantastiques, Loup solitaire et La Voie du tigre. En 2006, Learn Forward Media a sorti un DVD-jeu inspiré de The Abominable Snowman, un tome de la série Choose Your Own Adventure.

## Jeux présentant des similitudes
Un certain nombre de jeux présentent des similitudes avec les livres-jeux :
- Sherlock Holmes détective conseil (Sherlock Holmes Consulting Detective), Gary Grady, Suzanne Goldberg et Raymond Edwards (Sleuth Publications, 1981).
- Le jeu des Mille et Une Nuits (Tales of the Arabian Nights), Eric Goldberg (en) (West End Games, 1985).
- T.I.M.E Stories, Manuel Rozoy (Space Cowboys, 2015).
- Sherlock & Holmes, Jesús Torres Castro (Asmodee/Space Cowboys, 2017).
- The 7th Continent, Bruno Sautter et Ludovic Roudy (Serious Poulp, 2017)
- Les adaptations d'Escape Room ou Escape Game en livres-jeu du type Escape Book.
- livres duels graphiques :
  - Vous êtes l'as des as (Ace of Aces), Alfred Leonardi (1981).
  - Le Shérif et le hors-la-loi (Shootout at the Saloon), Mike Vitale et Joe Angiolillo (1982).
  - Les Maîtres des dragons (Dragonriders of Pern), Alfred Leonardi (1984).
- Kokologie